# Verdalsøra
Verdalsøra är en tätort och stad som utgör centralort i Verdals kommun i Trøndelag fylke i Norge. Orten tilldelades stadsstatus (norska: bystatus) av Verdals kommun år 1998 och räknas därmed som stad. Staden ligger vid Verdalsälvens utlopp i Trondheimsfjorden.  I Ørin industriområde vid Verdalsøra finns industri inom en rad olika näringar.
På Kværners varv i Verdalsøra bygger man bland annat oljeplattformar.